# Morgane Faure
Morgane Faure (* 17. Dezember 1984 in La Tronche) ist eine ehemalige französische Beachvolleyballspielerin. Sie wurde zwei Mal französische Meisterin im Sand.

## Karriere
Die im Kanton Meylan geborene Athletin wurde 2000 Fünfte bei den U20-Europameisterschaften mit Emilie Burte. Mit Nadege Belle Perat spielte sie in der gleichen und in der folgenden Saison ihre ersten Turniere der FIVB World Tour. 2002 erreichte Faure mit ihrer neuen Partnerin Marion Castelli den siebten Rang bei der U20-EM und stand mit ihr im Finale der Landesmeisterschaften ihres Heimatlandes. Diesen Erfolg konnten die beiden eine Spielzeit später bestätigen. Bei den kontinentalen Titelkämpfen der unter Zwanzigjährigen belegten sie den elften Platz, bei den U21-Welt- und bei den U22-Europameisterschaften wurden sie jeweils Neunte. Ein Spieljahr später gelang den beiden Französinnen ihr größter gemeinsamer Erfolg im Juniorinnenbereich, als sie im Halbfinale des gleichen europäischen Wettbewerbs standen. Ebenfalls 2004 wurden Céline Gemise Fareau und Morgane Faure Dritte bei den französischen Meisterschaften und Neunte bei den U21-Welttitelkämpfen. Ein Jahr später startete die aus dem Arrondissement Grenoble kommende Sportlerin ein letztes Mal bei Wettbewerben der Juniorinnen. Das Viertelfinale war für sie und Eva Hamzaoui-Biton Endstation. Ebenfalls 2005 begann die vier Spielzeiten dauernde Zusammenarbeit mit Virginie Sarpaux. Größte gemeinsame internationale Erfolge der beiden waren der Titel bei den Mittelmeerspielen im gleichen Jahr
, das Erreichen der Runde der besten Acht bei den Phuket Open eine Spielzeit später, der siebzehnte Rang bei den Weltmeisterschaften 2007 sowie weitere siebzehnte Plätze bei Grand Slams in Paris 2005, Klagenfurt 2007, Berlin 2007 und 2008, Gstaad 2008 und die Teilnahme an den Europameisterschaften in Hamburg in der gleichen Saison. Bei der nationalen Meisterschaft Frankreichs gewannen sie 2006 Bronze und 2008 Gold.
Ab 2009 spielte Faure noch ein einige Turniere mit Mathilde Giordano. Heraus kamen dabei die Bronzemedaille bei den Mittelmeerspielen und beim Championat de France eine weitere Finalteilnahme 2009 sowie der Titel ein Jahr später. 2018 und 2021 trat Morgane Faure mit verschiedenen Partnerinnen bei zwei nationalen Turnieren an und erreichte dabei noch einmal das Halbfinale bei den Landesmeisterschaften.